# Voicenotes
Voicenotes —en español: «Notas de voz»— es el segundo álbum de estudio del cantante y compositor estadounidense Charlie Puth. El álbum fue lanzado por Atlantic Records el 11 de mayo de 2018 y está completamente producido por el propio Charlie. Se han lanzado cuatro sencillos para su promoción, incluidos «Attention» y «How Long».
Charlie retrasó el álbum desde una fecha de lanzamiento a principios de 2018 para «perfeccionarlo», incluida la resolución de la portada del álbum. Anunció en las redes sociales que lanzaría la portada del álbum y la canción «The Way I Am» el 3 de mayo.    Tras su lanzamiento Charlie le dio soporte al álbum en Voicenotes Tour recorriendo América del Norte durante julio y agosto de 2018.

## Lista de canciones
Créditos adaptados de las notas de líneas.

| N.º | Título                                  | Escritor(es)                                                             | Productor(es)   | Duración |  |
| 1.  | «The Way I Am»                          | Charlie Puth, Jacob Kasher                                               | Puth            | 3:06     |  |
| 2.  | «Attention»                             | Puth, Kasher                                                             | Puth            | 3:31     |  |
| 3.  | «LA Girls»                              | Puth, Kasher, Jason Evigan, Sean Douglas                                 | Puth, Evigan    | 3:17     |  |
| 4.  | «How Long»                              | Puth, Kasher, Justin Franks                                              | Puth            | 3:20     |  |
| 5.  | «Done for Me» (con Kehlani)             | Puth, Kehlani Ashley Parrish, Kasher, John Ryan                          | Puth            | 3:00     |  |
| 6.  | «Patient»                               | Puth, Kasher, Benjamin Johnson, Fraser Churchill                         | Puth            | 3:10     |  |
| 7.  | «If You Leave Me Now» (con Boyz II Men) | Puth, Tobias Jesso Jr., Robin Wiley                                      | Puth            | 4:03     |  |
| 8.  | «BOY»                                   | Puth, Kasher                                                             | Puth            | 4:23     |  |
| 9.  | «Slow It Down»                          | Puth, Kasher, Rami Yacoub, Carl Falk, Daryl Hall, John Oates, Sara Allen | Puth            | 3:10     |  |
| 10. | «Change» (con James Taylor)             | Puth, Johan Carlsson, Ross Golan                                         | Puth, Carlsson  | 3:37     |  |
| 11. | «Somebody Told Me»                      | Puth, Kasher, Carlsson                                                   | Puth, Carlsson  | 3:36     |  |
| 12. | «Empty Cups»                            | Puth, Kasher, Savan Kotecha, Rickard Goransson, James Alan Ghaleb        | Puth, Goransson | 2:50     |  |
| 13. | «Through It All»                        | Puth, Kasher, Breyan Isaac                                               | Puth            | 3:26     |  |

Notas
- «BOY» está estilizado en letras mayúsculas

Créditos de Sample
- «If You Leave Me Now» contiene una interpolación de «I Thought She Knew» de Robin Wiley
- «Slow It Down» contiene una interpolación de «I Can't Go for That (No Can Do)» de Hall & Oates

## Personal
Créditos adaptados de las notas de líneas.
Músicos
- Charlie Puth – bajo (pista 2), instrumentos (pistas 5, 8-10, 13)
- Jan Ozveren – guitarra (pistas 1-4, 6, 11)
- Dmitry Gorodetsky – bajo (pista 4)
- Carl Falk – bajo (pista 9)
- Johan Carlsson – instrumentos (pista 10)

Producción
- Charlie Puth – producción
- Rickard Goransson – producción (pista 12)
- Jason Evigan – producción adicional (pista 3)
- Johan Carlsson – co-production (pistas 10, 11)

Personal tecnico
- Manny Marroquin – mezcla
- Chris Galland – asistencia de mezcla
- Jeff Jackson – asistencia de mezcla
- Dave Kutch – masterización

## Posicionamiento en listas
| País y Lista                        | Posición Máxima |
| ----------------------------------- | --------------- |
| Alemania (Offizielle Top 100)       | 14              |
| Australia (ARIA)                    | 7               |
| Austria (Ö3 Austria)                | 19              |
| Bélgica (Ultratop Flanders)         | 19              |
| Bélgica (Ultratop Wallonia)         | 9               |
| Canadá (Billboard)                  | 5               |
| Corea del Sur (Gaon)                | 27              |
| Escocia (OCC)                       | 4               |
| España (PROMUSICAE)                 | 6               |
| Estados Unidos (Billboard Hot 200)  | 4               |
| Finlandia (Sounem wirallinen lista) | 30              |
| Francia (SNEP)                      | 3               |
| Holanda (MegaCharts)                | 13              |
| Irlanda (IRMA)                      | 12              |
| Italia (FIMI)                       | 12              |
| Japón (Billboard Japan)             | 5               |
| Japón (Oricon)                      | 10              |
| Nueva Zelanda (RMNZ)                | 6               |
| Noruega (VG-lista)                  | 19              |
| Polonia (ZPAV)                      | 43              |
| Portugal (AFP)                      | 12              |
| Reino Unido (Official Charts)       | 4               |
| Suecia (Sverigetopplistan)          | 18              |
| Suiza (Schweizer Hitparade)         | 4               |

## Certificaciones
| País           | Organismo Certificador | Certificación | Ventas certificadas | Ref   |
| -------------- | ---------------------- | ------------- | ------------------- | ----- |
| Estados Unidos | RIAA                   | Oro           | 500.000             | [ 5 ] |
| Canadá         | MC                     | Oro           | 40.000              | [ 6 ] |
| México         | Amprofon               | Oro           | 30.000              | [ 7 ] |
| Reino Unido    | BPI                    | Plata         | 60.000              | [ 8 ] |